# Eduardo Cano de la Peña
Eduardo Cano de la Peña (Madrid, 20 de marzo de 1823- Sevilla, 4 de abril de  1897) fue un pintor romántico español, especializado en pintura histórica.

## Biografía y obra
Era hijo del arquitecto Melchor Cano. Empezó estudiando  arquitectura siguiendo los pasos paternos, teniendo que residir desde  muy joven en la ciudad Hispalense, al ser nombrado su padre arquitecto mayor de la ciudad.
Inicio sus estudios artísticos en la Real Escuela de las Tres Nobles Artes de Sevilla,  al seguir su vocación artística y musical, perfeccionando más tarde su habilidad pictórica en Madrid en la Real Academia de Bellas Artes de San Fernando bajo la dirección de José y Federico Madrazo y Carlos Luis de Ribera y Fieve.
Más tarde viajó a París, donde realizó dos de sus más famosas obras, "Cristóbal Colón en el Convento de la Rábida", lienzo de puro estilo romántico con el que obtuvo la primera medalla en la Exposición Nacional de 1856 y se encuentra en el Palacio del Senado (Madrid) y "Entierro del condestable Don Álvaro de Luna", también primera medalla en la Exposición Nacional de 1858, actualmente expuesto en el Museo del Prado de Madrid.
De vuelta a Sevilla, es nombrado Conservador del Museo de Bellas Artes de esta ciudad, así como catedrático de colorido y composición en la Escuela de Bellas Artes de Sevilla.

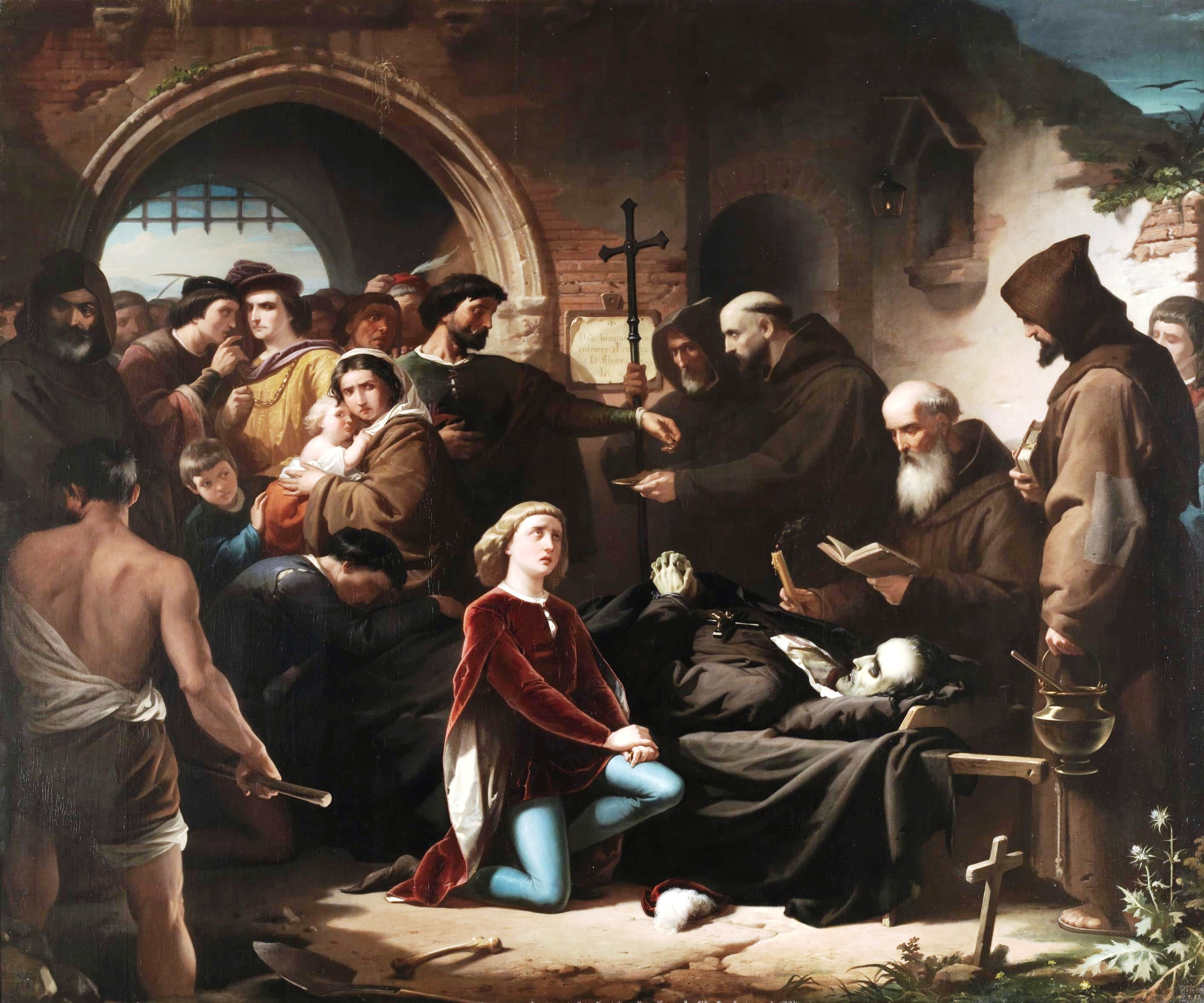
Entierro de Don Álvaro de Luna (1858), Museo del Prado.

Aunque su faceta más conocida fue la de pintor histórico, no se debe olvidar su labor como retratista, realizó diferentes obras en este campo como "Retrato de Fernán Caballero", "Retrato en el estudio del pintor" o "Retrato de una joven".
Fue considerado pintor romántico, nazareno, impulsor de la pintura de historia en España, aunque también hubo de practicar los géneros del retrato, participó de las corrientes costumbrista, realista, y ejerció como muralista, acuarelista, grabador, así como exploró el territorio del casaconismo. Asimismo, fue un destacado defensor de la conservación del patrimonio hispalense, de la igualdad de sexos en cuestiones de formación y músico amateur. 
La participación en géneros, estilos y acciones tan distintos prueban no solo que Cano fue un pintor muy activo a lo largo de una dilatada trayectoria de más de cuatro décadas, sino que además alcanzó gran consideración, no solo para sus coetáneos –al ser capaz de integrar instituciones de prestigio relacionadas con el arte y la estética–, sino también para las generaciones posteriores, que siempre lo tomaron por maestro y referente indiscutible. Es factible afirmar que el enorme ascendente conseguido lo debía, no tanto al número de obras que conforman su catálogo –algo menos de ciento cincuenta títulos–, o a la calidad de las mismas, sino al constante trabajo y disponibilidad que prestó como asesor, pintor y profesor, a veces de forma desinteresada y durante muchos años. Llegó a tanto su dedicación que pudo alcanzar y establecerse en la cúspide de la Escuela de pintura sevillana, personificándola –de manera inequívoca entre los años sesenta y ochenta de la centuria decimonónica–, como ningún otro artista desde el Siglo de Oro. Eso es, desde luego, lo que creían críticos como Cascales, uno de sus primeros biógrafos, que lo llamó "Genio hacedor de genios" al actuar como "revitalizador" de dicha escuela, no tanto, como decía antes, por su propia pintura, sino por ser maestro del grupo de pintores que dominará el panorama artístico sevillano durante todo el primer tercio del siglo XX. Esta posición preponderante no se refiere a una guía formal o estética para sus discípulos y alumnos al modo de Murillo –casi ninguno de ellos adeudó formas propias del maestro–, en la Escuela de Bellas Artes. Más bien se debía a la autoridad que nacía de su inexcusable presencia en los círculos dictaminadores de la aprobación artística: formó parte de casi todas las comisiones que se crearon al efecto durante la segunda mitad del siglo, seleccionó los representantes de la ciudad en las exposiciones nacionales que se celebraron a partir de los años cincuenta, o los restauradores de los cuadros y el equipo encargado de elaborar –siempre bajo su dirección–, los catálogos y el plan museográfico de la nueva pinacoteca sevillana. Incluso fue el representante de los pintores sevillanos ante las más altas instancias, como cuando Isabel II visitó el Museo en 1862 o cuando hizo lo mismo Alfonso XII en 1877. Todo esto no solo lo categorizaba como prestigioso artista de conocimientos, sino que le permitía disfrutar de una selecta clientela para el desarrollo de su pintura, ya que la retrataba con asiduidad. 

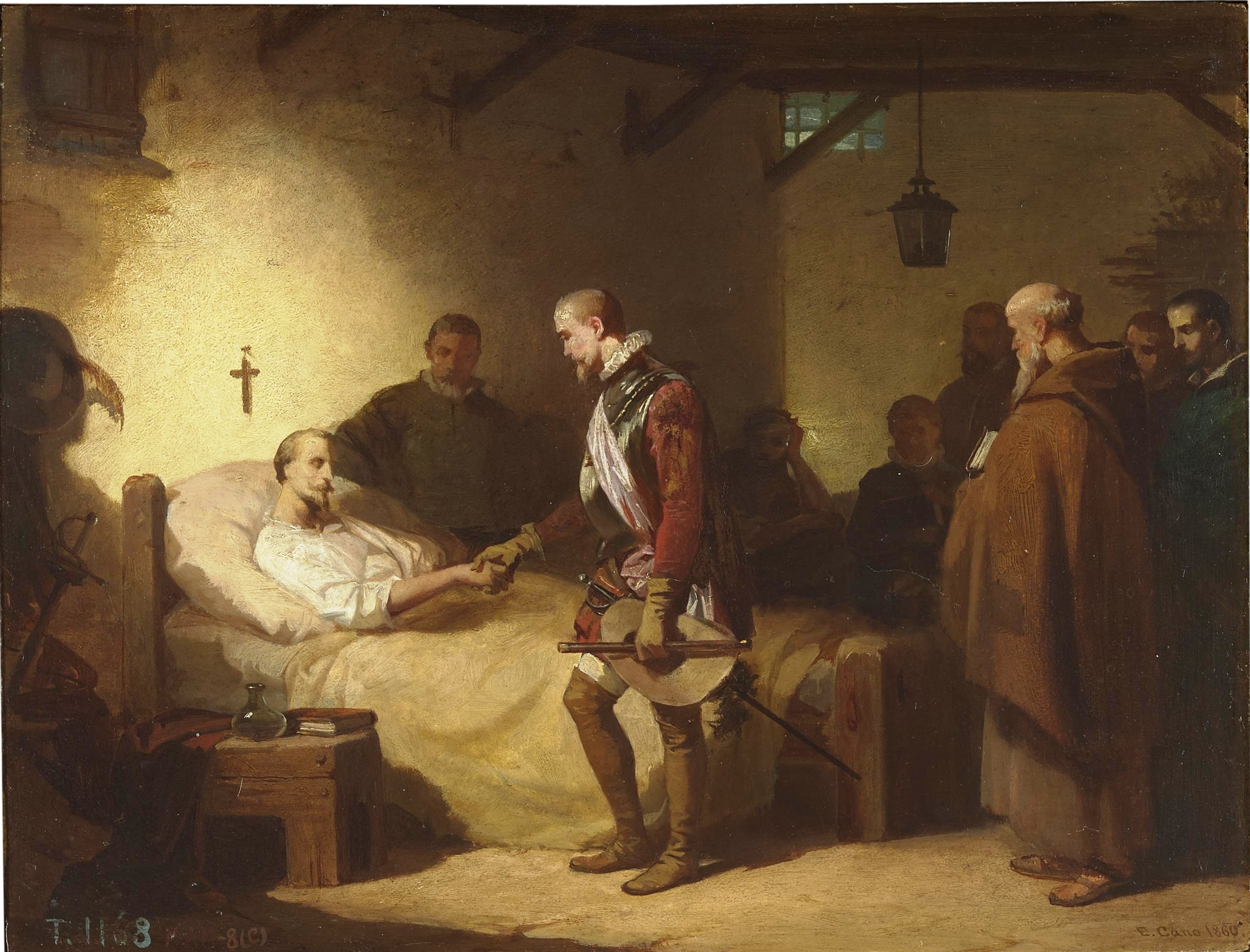
Cervantes y don Juan de Austria (1860), Museo del Prado.

Como consecuencia de lo anterior, Eduardo Cano suponía en el último tercio del siglo XIX un jalón determinante que alentaba al ejercicio de la práctica de la pintura y al comercio artístico como medio posible de vida para los jóvenes pintores. Para sus contemporáneos, no parecía haber existido una personalidad tan fuerte y poderosa desde Murillo en la escuela de pintura hispalense, ya que Cano había supuesto una frontera entre un periodo a olvidar y otro a recordar con ahínco. Precisamente, como fuente legitimadora de la nueva etapa, protagonizada por los muchos y conocidos artistas del primer tercio del siglo XX, fue tomado por Mattoni cuando lo clasificó como "regenerador de la pintura en nuestra ciudad y maestro de una brillante pléyade de artistas".

## Galería

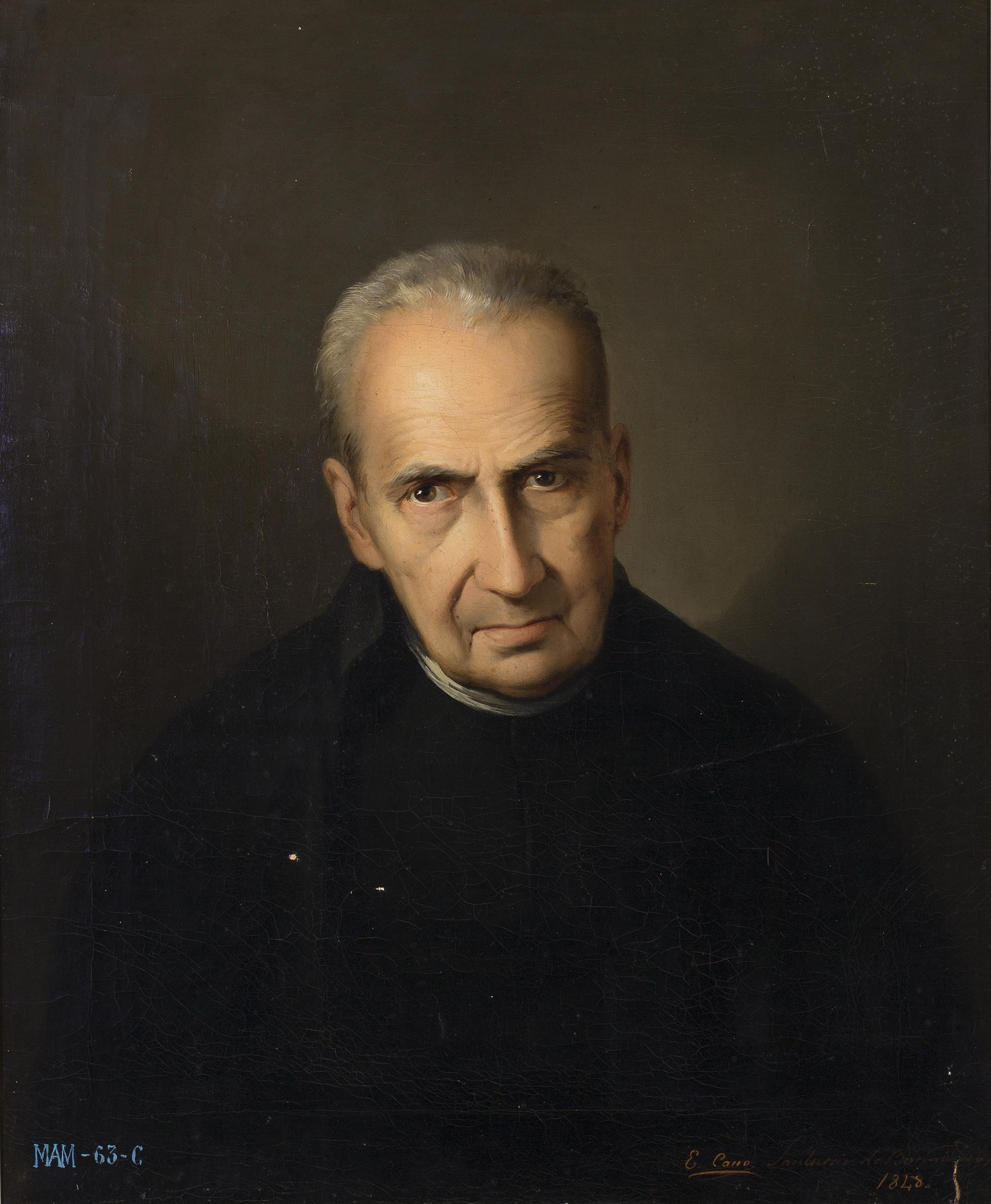
Rafael Colón y Borrego (1848), Museo del Prado.
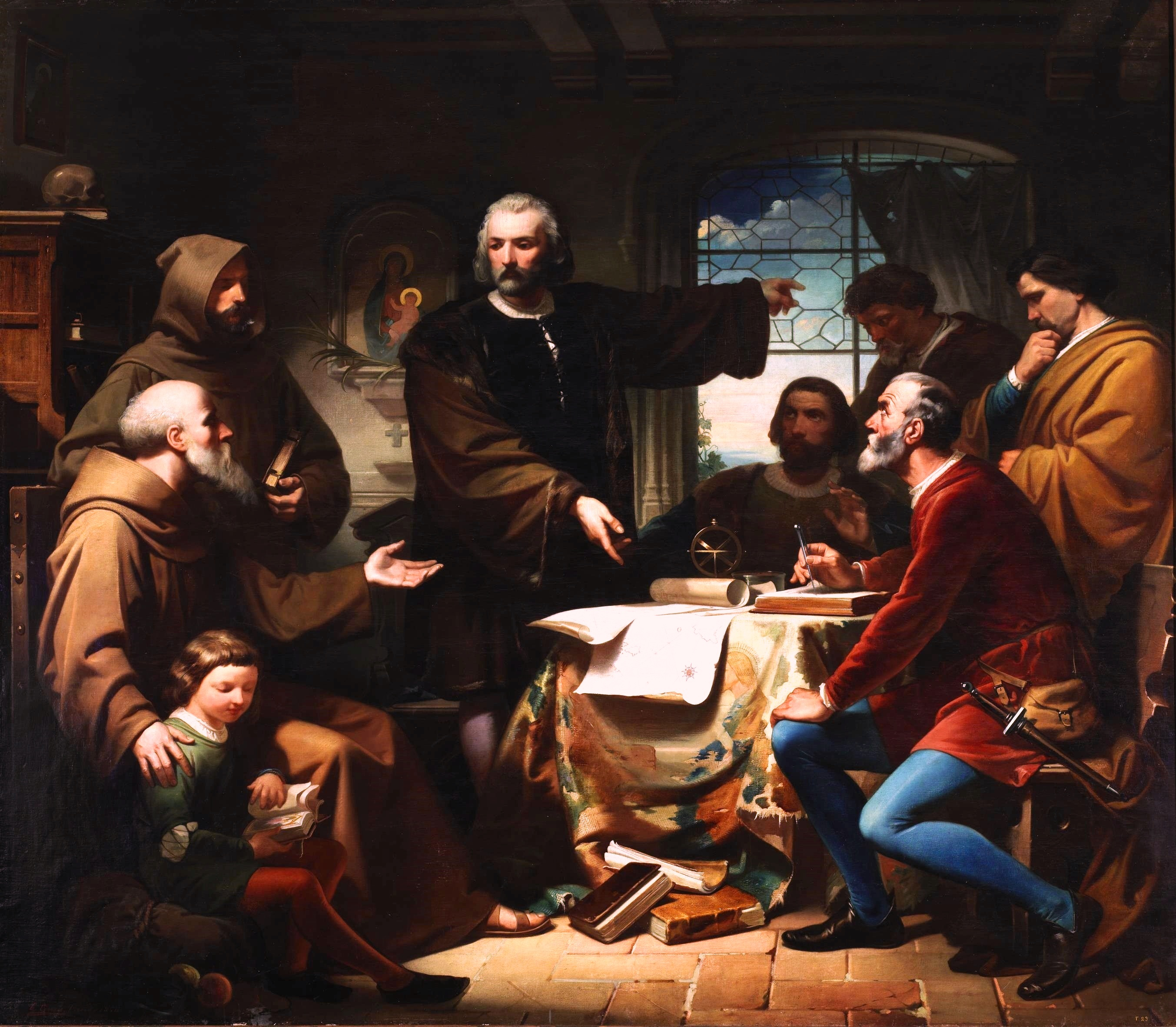
Cristóbal Colón en el convento de la Rábida (1856), Museo del Prado (depositado en el Palacio del Senado).
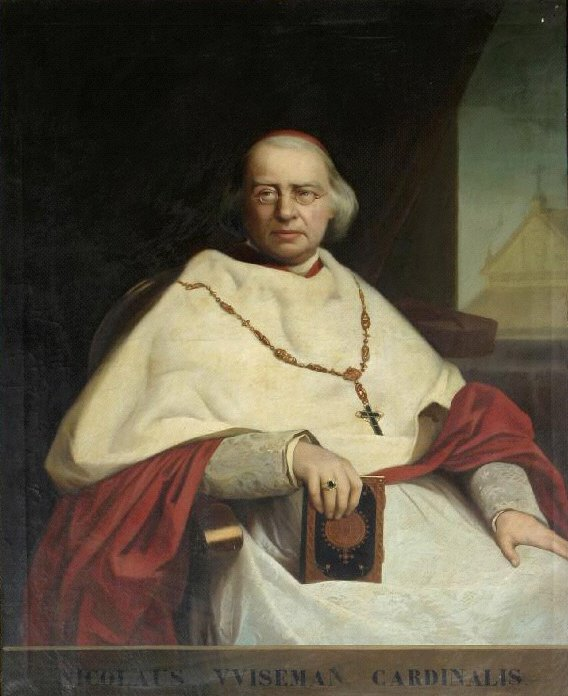
Retrato de Nicholas Wiseman (c.1865-1866), Universidad de Sevilla.
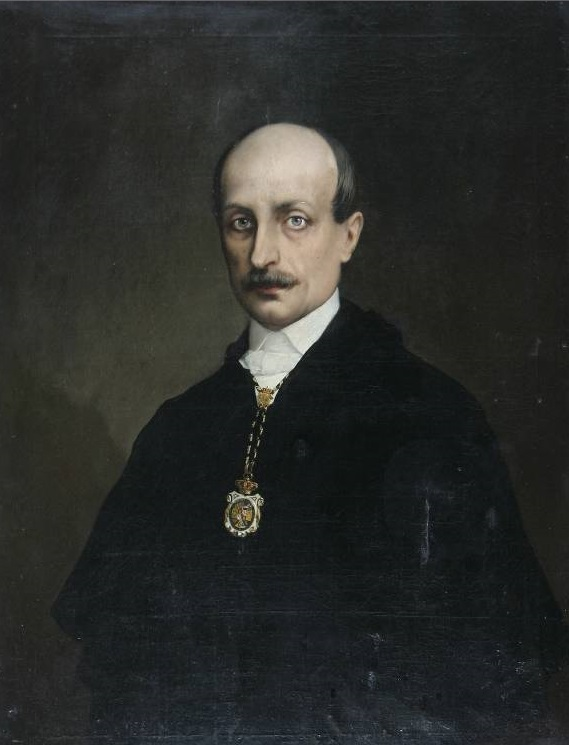
Retrato de José de Álava y Urbina (1875), Universidad de Sevilla.